# Plastisol

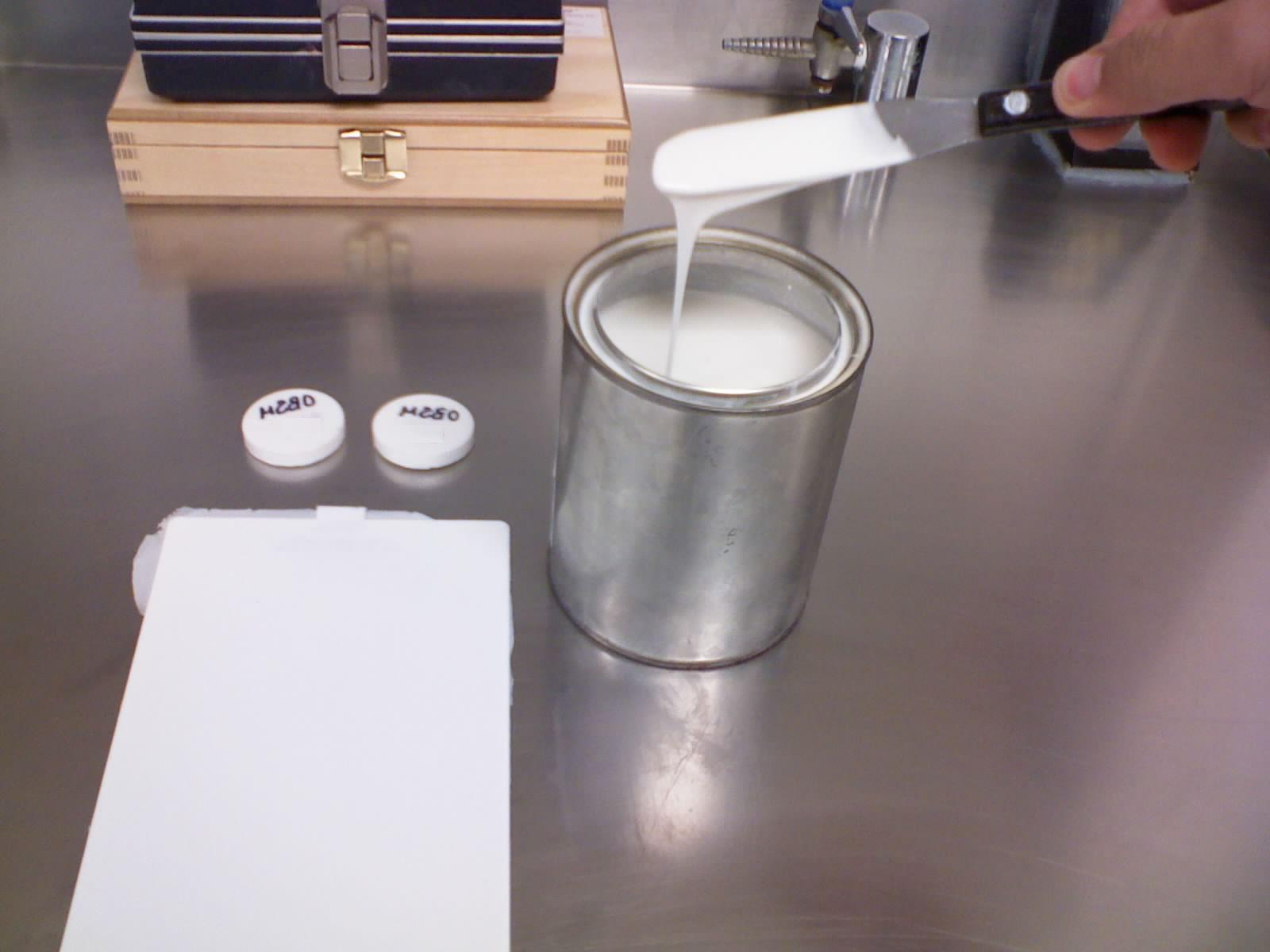
Plastisol líquido y sus aplicaciones curado.

El plastisol es la mezcla de una resina (PVC), de un plastificante y otros aditivos que se encuentra en estado líquido a temperatura ambiente con propiedades viscoelásticas, dependiendo de la resina se puede tener un comportamiento ligeramente dilatante o pseudoplástico, es de color blanco, pero depende en gran medida de los aditivos incorporados.
Este compuesto, bajo la acción del calor cambia su comportamiento mecánico notándose un aumento en la viscosidad a temperaturas mayores a los 43 °C y deja su estado líquido inicial para pasar a un estado sólido al curarlo a una temperatura mínima de 160 °C (gelación) y con los aditivos adecuados puede ser sometido a temperaturas mayores a 230 °C para disminuir el tiempo de gelación, esto sin pérdida de peso ni cambio de volumen en general pues es cierto que parte del plastificante se evapora y si se usa un agente espumante para optimizar el rendimiento en volumen éste puede cambiar muchísimo.
El plastisol se utiliza como recubrimiento superficial: puede colorearse, y tener texturas, y es resistente a la abrasión, la corrosión y la electricidad. Mediante distintos estabilizantes y aditivos puede mejorar su resistencia a la luz, al calor, o adquirir propiedades (retardantes de llama), para cubrir gran variedad de especificaciones.
El plastisol se utiliza comúnmente como material para serigrafía textil. 
También se utiliza para la creación de equipo médico (por ejemplo, bolsas de venoclisis), mangueras, juguetes, pieles sintéticas, suelas de zapatos, compuesto selladores en tapas plásticas y metálicas, estampados y pinturas.

## Componentes
- Resinas: de homopolímeros de dispersión, de suspensión y de emulsión.
- Estabilizantes térmicos: carbonatos, silicatos de calcio, de mezclas de metales (Ba, Cd, Zn, Ca y Pb) y estearatos de sales metálicas (Ca, Zn, Al, Mg y Li).
- Coestabilizadores térmicos: Aceite epoxidado de soya y fosfitos.
- Plastificantes: Monoméricos como ftalatos, adipatos orgánicos, fosfatos, citratos y poliméricos como siliconas, los sebacatos, glutaratos.
- Cargas: óxido de titanio, óxido de plomo, carbonatos de calcio, caolines, perlas de vidrio y talcos.
- Retardantes a la flama: Trióxido de antimonio y bromados.
- Agentes espumantes: físicos, químicos (exotérmicos y endotérmicos)
- Absorbedores de luz
- Agotadores
- Antiestáticos
- Desecadores
- Lubricantes
- Desmoldantes
- Biocidas
- Modificadores reológicos
- Pigmentos
- Dispersantes
- Promotores de adherencia
- Aromatizantes y deodorizantes